# 特鲁德陨击坑
特鲁德陨击坑(Trud)是火星欧克西亚沼区的一座小撞击坑，中心坐标位于北纬17.9度、西经31.7度处，直径约2.1公里，其名称取自俄罗斯地名，1976年被国际天文联合会行星系统命名工作组批准接受。

## 另请查看
- 火星撞击坑